# Astragalus anxius
Astragalus anxius, es una rara especie de planta herbácea perteneciente a la familia de las leguminosas. Es originaria de Norteamérica. 

## Descripción
Es una hierba perennifolia que forma una alfombra enmarañada de delgados y delicados tallos que no alcanzan más de 20 centímetros. Está cubierta de pelos finamente ondulados. Las hojas son de unos pocos centímetros de largo y compuestas por varios foliolos. La inflorescencia contiene de 7 a 15 flores. Cada flor es bicolor, con los pétalos inferiores generalmente de color blanco y la parte superior de los pétalos de color púrpura con venas blancas. El fruto es una peluda vaina de leguminosa de forma ovalada, de hasta medio centímetro de largo que se seca teniendo una textura parecida al papel.

## Distribución
Es endémica del norte del Condado de Lassen, California, donde crece en el suelo volcánico de la meseta de Modoc. Fue descrito formalmente en 1992. Sólo hay seis registros conocidos, algunos de los cuales se ven amenazados por el pisoteo del ganado.

## Taxonomía
Astragalus anxius fue descrita por R.J.Meinke & Kaye y publicado en Madroño 39(3): 194–204, f. 1, 2 A, C, E. 1992.
Etimología
Astragalus: nombre genérico derivado del griego clásico άστράγαλος y luego del Latín astrăgălus aplicado ya en la antigüedad, entre otras cosas, a algunas plantas de la familia Fabaceae, debido a la forma cúbica de sus semillas parecidas a un hueso del pie.
anxius: epíteto del latín anxius que significa  "intranquilo angustiado".